# Олешко, Оксана Евгеньевна
Оксана Евгеньевна Олешко (род. 13 февраля 1975, Барнаул) — российская танцовщица, балерина, фотомодель, певица, участница группы Hi-Fi. Кандидат в мастера спорта по спортивной гимнастике.

## Биография

### Ранние годы
Родилась 13 февраля 1975 года в Барнауле.
Её отец был военным, а мать геологом. Есть старший брат Сергей. В 1980 году семья перебралась в Тбилиси. Родители решили отдать её на бальные танцы и в спортивную гимнастику. После окончания третьего класса поступила в хореографическое училище, где и получила среднее образование и профессию — артист балета. Её стали приглашать выступать на спектаклях Тбилисского театра оперы и балета. После завершения училища отправилась со своими сокурсниками в Москву на выступления и решила продолжить свою карьеру в столице.

### Карьера
В первое время устроилась на работу в Детский музыкальный театр Наталии Сац. Стала жить в семье Елены Чесноковой, с которой впоследствии подружилась. Муж Чесноковой работал в одном театре с Олешко. Вскоре покинула театр из-за творческих и финансовых разногласий. Олешко стала выступать в хореографических группах знаменитых эстрадных артистов.
Сначала попала в балет Дмитрия Маликова, с которым у неё установились хорошие личные отношения. Также ей удалось подружиться с его женой. Олешко написала слова к нескольким песням Маликова. Через некоторое время ушла из коллектива. Далее она танцевала в балете группы «На-На» и начала встречаться с Владимиром Лёвкиным. По контракту участники группы не имели права заводить личные отношения, поэтому руководитель группы Бари Алибасов уволил танцовщицу. После этого Оксана Олешко танцевала в балетах таких знаменитостей, как Олег Газманов, Андрей Губин, Николай Караченцов.
В 1998 году продюсер Эрик Чантурия пригласил Олешко в свой новый проект «Hi-Fi». Параллельно с участием в группе она написала слова к некоторым песням. Например, две песни были написаны для Батырхана Шукенова, которого в своё время также продюсировал Эрик Чантурия. В июле 2002 года снялась в журнале Playboy.
В начале 2003 года решила уйти из группы и из шоу-бизнеса, посвятив себя целиком семье. Заменить в группе предлагали первой солистке поп-коллектива «ВИА Гра» Алёне Винницкой, но несмотря на долгие уговоры продюсеров, певица отказалась. Через месяц всё-таки была найдена новая участница группы — бывшая фотомодель Татьяна Терёшина.
Снялась в клипах Мити Фомина: «Всё будет хорошо» и «Вот так вот я люблю тебя» (2015). B 2018 году выступила на сцене ДК «Олимпийский» вместе с Митей Фоминым и Тимофеем Пронькиным.

### Личная жизнь
Первый муж — Владимир Лёвкин (6 июня 1967 — 17 ноября 2024), певец, бывший солист группы «На-На».
Второй муж — Антон Петров, бизнесмен. Дочери Елизавета, Вероника.
Третий муж — Алексей Петров.
Бывший фактический муж — Сергей Цвитненко, бизнесмен. Сын Платон.